# Achatinella apexfulva
Achatinella apexfulva é uma espécie extinta de gastrópode da família Achatinellidae. O último espécime morreu em 2019.
Era endémica do Havai.
A primeira menção da espécie data a 1787, quando o Capitão George Dixon atracou na ilha de O’ahu, no Havaí. Foram chamados de apex fulva (ponta amarela) porque esse era um traço comum da espécie.
Em 1997, numa tentativa desesperada de salvar a espécie, os cientistas levaram os últimos 10 Achatinella apexfulva que restavam a um laboratório da Universidade do Havaí. Uma doença desconhecida, porém, matou-os um a um. Em 2017, os cientistas colheram uma pequena amostra do pé do último sobrevivente, e o tecido continua vivo e congelado num contêiner do zoológico de San Diego (EUA).